# Mary Kingsley
Mary Henrietta Kingsley (Londra, 13 ottobre 1862 – Simon's Town, 3 giugno 1900) è stata una scrittrice, etnologa e africanista britannica.

## Biografia

### La gioventù
Figlia primogenita di George Henry Kingsley (1826-1892), medico e viaggiatore (ed anch'egli scrittore di viaggi) e della moglie Mary Bailey (morta nel 1892). I romanzieri Charles Kingsley ed Henry Kingsley erano suoi zii. Solo dopo la sua morte emerse che i genitori si erano sposati quattro giorni prima della sua nascita.
Nel 1863 i genitori si trasferirono a Highgate, dove nel 1866 nacque il suo unico fratello Charles Vane. Il padre di Mary, viaggiatore entusiasta, era medico privato di numerose famiglie benestanti che accompagnava durante i world tour e lavorava per il feudatario locale Lord Herbert. Durante le sue frequenti assenze la famiglia conduceva una vita ritirata, Mary era un'adolescente timida e poco proclive alla frequentazione di eventi sociali. Non frequentò mai la scuola ma fu una lettrice vorace, per aiutare il padre nella sua passione per l'antropologia imparò il tedesco e nella biblioteca paterna si interessò di storia naturale, scienze e letteratura di viaggio.
Nel 1879 la famiglia si trasferì a Bexleyheath, nel Kent, e nella primavera del 1886 a Cambridge, dove il fratello di Mary frequentò il Christ's College. Mary allacciò amicizie nella comunità accademica ampliando i suoi orizzonti: nel 1888 un'amica di famiglia invitò la giovane a seguirla in un viaggio a Parigi, e con questo breve soggiorno Mary assaporò il gusto per i viaggi. Nei quattro anni successivi Mary si dedicò alla cura della madre, le cui condizioni di salute si erano tanto deteriorate da portarla alla paralisi. Il padre rientrò da un viaggio con la salute devastata dalla febbre reumatica, morì nel febbraio 1892, e dopo sole cinque settimane perse la vita anche la moglie.
Sollevata dalle sue incombenze e forte di una rendita di 500 sterline annue, Mary intraprese un breve viaggio alle Canarie, dalle quali ritornò ritemprata nello spirito e piena di iniziativa e di curiosità nei confronti del continente africano, uno dei soggetti principali delle sue letture.

### Il primo viaggio in Africa
Partì da sola per il continente nero nel 1893; il 17 agosto giunse a Freetown, Sierra Leone, diretta verso Luanda. In ottobre incontrò Richard E. Dennett a Cabinda dove rimase per due settimane, il materiale raccolto in questo periodo servì poi per scrivere l'introduzione del libro di Dennett Notes on the Folk Lore of the Fjort-French Congo (1898). Mary ritornò a Liverpool nel dicembre del 1893.
I campioni raccolti durante questo primo viaggio suscitarono l'interesse della comunità scientifica, determinata a condurre ricerche più approfondite, Mary contattò Albert Günther, curatore del reparto di zoologia del British Museum, che le fornì materiali e conoscenze per raccogliere campioni. Al contempo ottenne l'incarico da parte dell'editore George Macmillan di scrivere un libro sull'Africa occidentale. Il 23 dicembre del 1894 salpò da Liverpool diretta a Calabar (nell'odierna Nigeria) dove rimase per circa quattro mesi assistendo la popolazione europea colpita da un'epidemia di vaiolo. In aprile, per studiare le tribù cannibali, intraprese un viaggio nell'entroterra, dove incontrò la missionaria scozzese Mary Slessor, di cui divenne amica stretta.

### Il secondo viaggio in Africa
Agli inizi di maggio, Mary Kingsley iniziò il suo viaggio verso il Gabon: risalì con una nave a vapore fiume Ogooué fino Lamberéné e ad una missione statunitense a Talagouga, da qui risalì in canoa fino alle cascate di Ndjolé. Raggiunse poi il fiume Remboué che discese fino a Libreville. Attraversò parte dell'area dei fang, mai raggiunta da un europeo prima di allora. L'ultima sfida del suo viaggio fu l'ascesa del Monte Camerun seguendo una via mai percorsa prima di allora da altri europei.
Per allacciare contatti con le popolazioni indigene Mary si improvvisò commerciante di gomma, avorio, tabacco e altri beni di produzione locale. Ritornò in patria con una vasta collezione di insetti, molluschi e piante, diciotto specie di rettili e sessantaquattro specie di pesci tre delle quali completamente ignote ed alle quali Albert Günther diede un nome a lei dedicato (Brycinus kingsleyae, Brienomyrus kingsleyae e Ctenopoma kingsleyae). Oltre ai campioni riportò in patria un grande quantitativo di precisi ed accurati appunti che utilizzò come base per i suoi libri, articoli e conferenze.

### In Inghilterra, le conferenze
Mary rientrò in Inghilterra il 30 novembre del 1895, immediata fu la curiosità della stampa per il non convenzionale viaggio solitario. Mary Kingsley, oltre ad iniziare la redazione del suo primo libro Travels in West Africa, Congo Français, Corisco and Cameroons, trascorse i tre anni successivi a scrivere articoli e tenere conferenze, la prima fu nel febbraio del 1896 alla Scottish Geographical Society, il relatore fu un uomo. Il mese successivo fu a Liverpool presso la Liverpool Geographical Society, qui il relatore fu James Irvine, Mary aggiunse al testo una proposta di una riforma del sistema economico imperialistico per l'Africa.
Sostenne, in queste conferenze, una posizione critica nei confronti dei missionari della Chiesa Anglicana a proposito del loro operato nei confronti degli indigeni, che cercavano di convertire, la sua critica riguardava soprattutto l'influenza negativa esercitata sull'opinione pubblica da parte delle idee spesso preconcette dei missionari. Difese gli usi locali tra i quali la poligamia sostenendo che la sostituzione di un'ordinata poligamia con una disordinata monogamia, ovvero di una moralità derivante da tradizioni e religioni locali con una morale "importata" e non radicata aveva condotto alla degradazione questi popoli. Sostenne, curiosamente, che un nero non è un bianco sottosviluppato più di quanto un coniglio non sia una lepre sottosviluppata. Creò scompiglio presso le associazioni proibizioniste la sua difesa del commercio di alcolici in Africa. Su altri argomenti, tuttavia, le sue idee restarono più conservatrici, ad esempio non diede supporto al movimento femminista delle suffragette.
Il primo libro divenne un successo e Mary iniziò a scrivere il secondo, West African Studies, che venne pubblicato, sempre da Macmillan, nel 1899.
Il 18 marzo 1898, in occasione del sanguinoso soffocamento della rivolta del Sierra Leone, Mary scrisse una lettera al periodico The Spectator nella quale espresse la sua critica sull'amministrazione delle colonie africane prendendo spunto dall'introduzione della hut-tax (che aveva scatenato la rivolta) che lei riteneva incompatibile con gli usi e i sistemi giuridici locali. Joseph Chamberlain, che presiedeva il Colonial Office la invitò a proporre un metodo alternativo, a questo scopo Mary Kingsley cercò l'alleanza (poi divenuta amicizia) di John Holt, un imprenditore di Liverpool e sostenitore della Indirect rule.
Secondo Mary l'amministrazione coloniale non poteva essere affidata a funzionari coloniali avulsi dall'ambiente ma a conoscitori degli usi e delle tradizioni, riconobbe questo ruolo in prima istanza ad antropologi e etnologi, che a suo parere dovevano essere coinvolti nell'amministrazione, ma soprattutto a coloro che avevano interessi diretti nelle colonie, ovvero i commercianti che, in quanto migliori conoscitori degli usi locali, avrebbero dovuto, secondo lei, essere coinvolti in prima persona nelle decisioni amministrative, una sorta di Indirect rule economica. Questa teoria si scontrò con la visione di Holt più improntata al laissez faire e quindi poco incline al coinvolgimento in questioni amministrative.

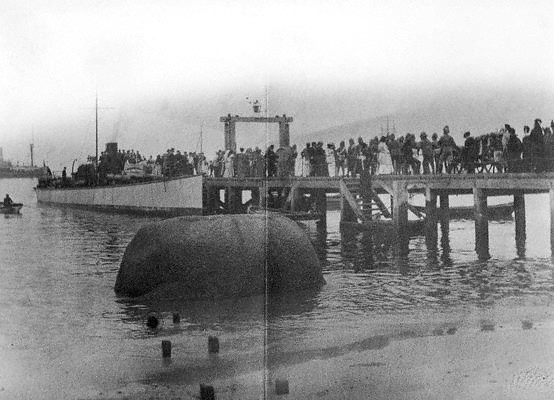
Il corteo funebre

### Il ritorno in Africa
Queste querelle la distrassero dalla sua voglia, mai sopita, di ritornare in Africa, di ciò ebbe a risentire la sua salute che si deteriorò lentamente. L'occasione per tornare in Africa le venne dallo scoppio della guerra Anglo-Boera. Partì l'11 marzo 1900 ed al suo arrivo a Città del Capo si offrì volontaria per l'assistenza ai feriti, venne inviata al Simon's Town Palace Hospital per assistere i prigionieri di guerra boeri. Dopo soli due mesi la febbre tifoide che aveva colpito così tanti suoi pazienti contagiò anche lei, Mary Kingsley morì il 3 giugno 1900.
Seguendo le sue ultime volontà fu sepolta in mare.

## Nella cultura di massa
Sulla vita e sui viaggi avventurosi di Mary Kingsley è stata prodotta dalla Rai (Radiotelevisione Italiana) la serie televisiva Lady Travellers, trasmessa su Rai Storia dal 2015 al 2017.

## Opere
- 1897  Travels in West Africa, Congo Français, Corisco and Cameroons, in Progetto Gutenberg., Macmillan, Londra
- 1899 West African Studies, Macmillan & Co. Ltd., Londra
- 1900 The Story of West Africa, in The Story of the Empire Series, Horace Marshall, Londra.